# トスジャグリング

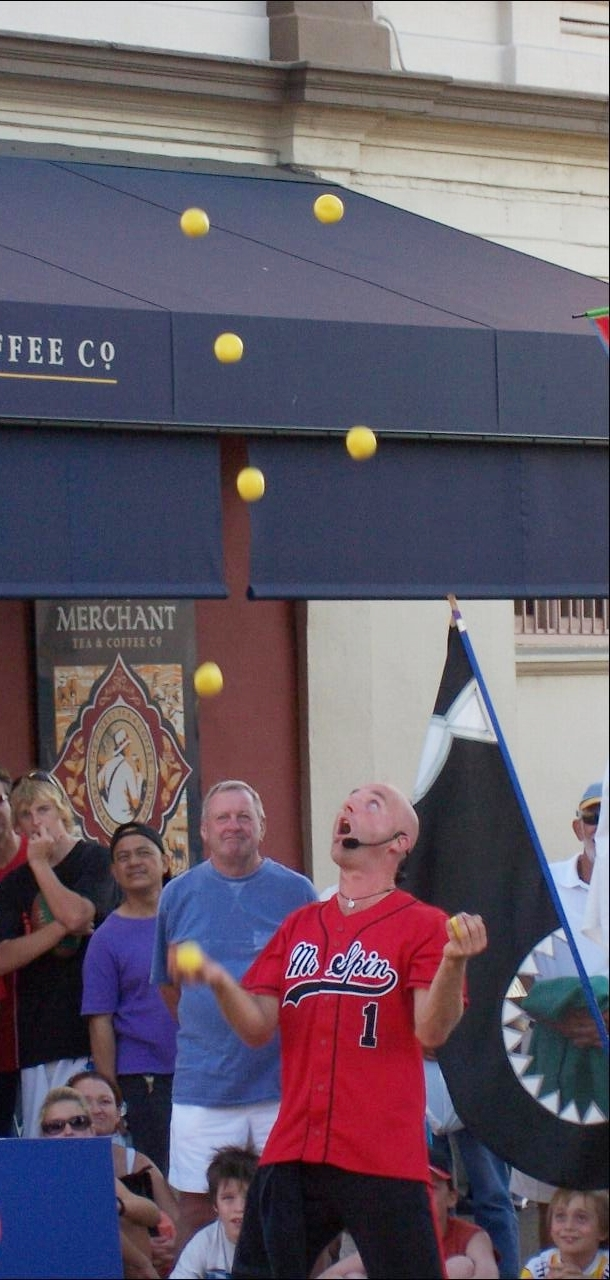
8つのボールを使ったトスジャグリング

トスジャグリング（英: toss juggling）とは、ジャグリングの縦空間の分野。右手、左手に持った道具を空中に投げるもの。一般的には、両手で2つ以上の道具を扱う。
ジャグリングの中で最も一般的である。単にジャグリング、ボールジャグリングといえばこれを指すことが多い。
トスジャグリングはしばしば数学と関連付けられ、サイトスワップを用いて表現されることがある。サイトスワップの詳細については、膨大になるためここでは記述しない。

## トスジャグリングの道具
詳細は各項目を参照のこと。

### ボール

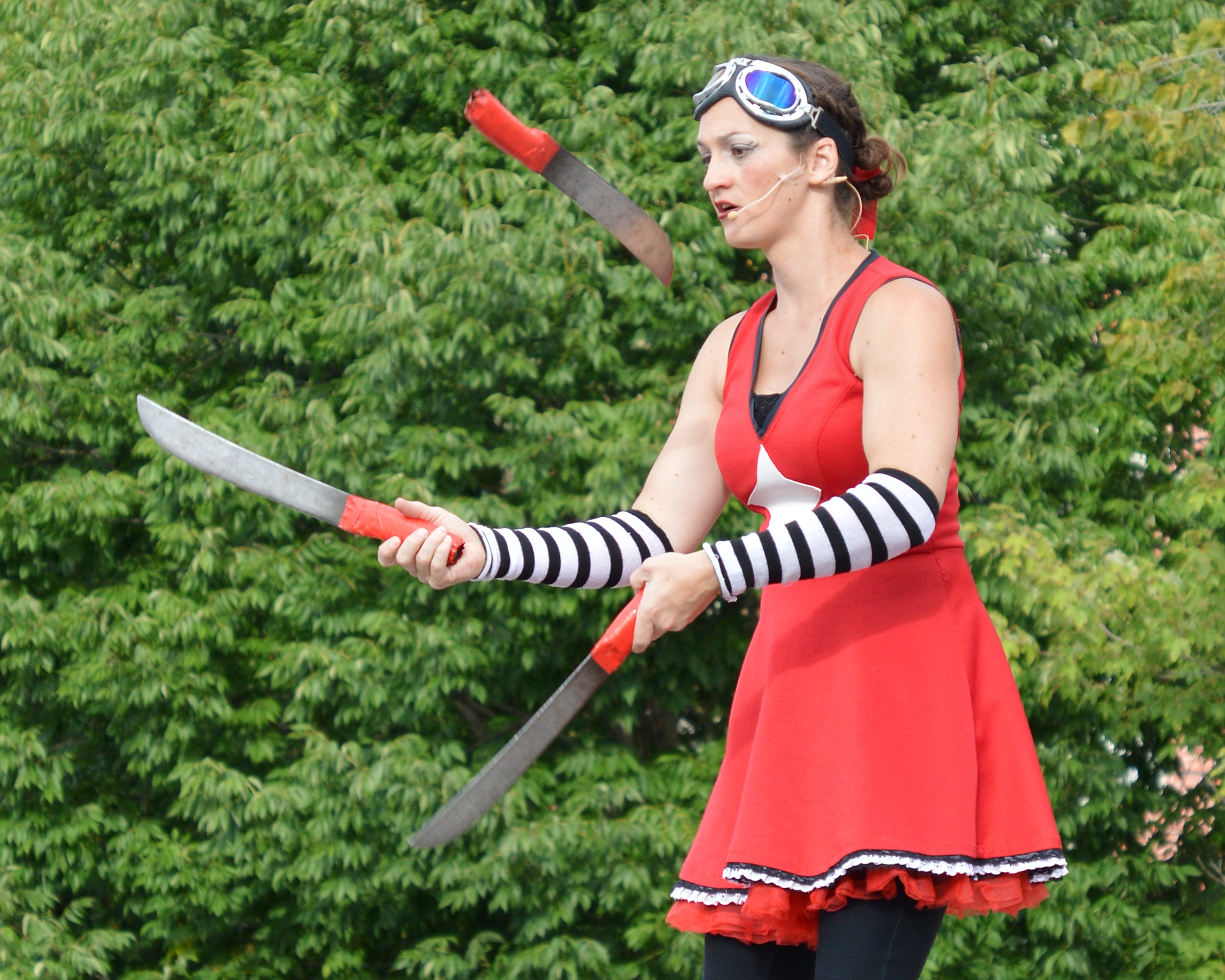
ナイフを用いたジャグリング

ビーンバッグ
もっとも一般的なジャグリングボール。伸縮性のある皮や布の中に鳥のえさとしても使われるアワ、ヒエなどの実をつめたもの。落としても遠くまで転がらないため初心者の練習用として多く使われている。
ロシアンボール
プラスチック製のボールに砂が4割程度入ったボール。ビーンバッグ同様、転がりにくいため練習用に適している。中に詰まった砂のせいで特異な動きをするため他のボールに慣れた人は使いにくいと感じることもあるが、ロシアンボールでしかできない技などもある。
ラクロスボール
ラクロスで使われるボール。本来はジャグリング用ではないが、入手するのが容易で安く、比較的ジャグリングに適しているためジャグリングに使われることがある。テニスボールも同様である。

### クラブ
ボウリングのピンのような形をした道具。回転（イングリッシュ）を考えなければならないため、トスジャグリングのなかでは難しい。ビジュアルの派手さが特長として上げられる。
ファイヤートーチ
トーチに火が点くようになった道具。
ジャグリングナイフ
クラブとほぼ同じ使い方をする。

### リング
プラスティック製の輪。体積が小さいため7つ以上のジャグリングでは最も簡単だとされる。

## トスジャグリングの競技・ゲーム
ナンバーズ
ジャグリングする道具の数を競う競技。
エンデュランス
ジャグリングし続けることのできる時間を競う競技。
コンバット
グラディエイターとも呼ばれる。複数人で同時にクラブのカスケードを行い、最後まで続けた者の勝ちとなる。ただし、相手を妨害することが許されている。
ジョグリング
ジャグリングを行いながら陸上競技を行う。